# إيجور جيجيكاين
إيجور جيجيكاين (بالروسية: Игорь Витальевич Жижикин)‏ هو منتج وممثل أمريكي وروسي (وحمل سابقاً جنسية الاتحاد السوفيتي)، ولد في 8 أكتوبر 1965 بموسكو في روسيا. بدأ مشواره المهني سنة 1999.

## أعمال

### أفلام
- (2008) إنديانا جونز ومملكة الجمجمة الكريستالية
- (2010) السائح[5][6]
- (2012) الخزنة[7]

## وصلات خارجية
- إيجور جيجيكاين على موقع IMDb (الإنجليزية)
- إيجور جيجيكاين على موقع أول موفي (الإنجليزية)
- إيجور جيجيكاين على موقع قاعدة بيانات الفيلم (الإنجليزية)